# Округ Овертон (Тенеси)
Округ Овертон (енгл. Overton County) је округ у америчкој савезној држави Тенеси.

## Демографија
По попису из 2010. године број становника је 22.083, што је 1.965 (9,8%) становника више него 2000. године.
| Група             | 2000.          | 2010.          |
| Белци             | 19.752 (98,2%) | 21.452 (97,1%) |
| Афроамериканци    | 56 (0,3%)      | 87 (0,4%)      |
| Азијати           | 19 (0,1%)      | 44 (0,2%)      |
| Хиспаноамериканци | 138 (0,7%)     | 202 (0,9%)     |
| Укупно            | 20.118         | 22.083         |